# فتاة صائمة

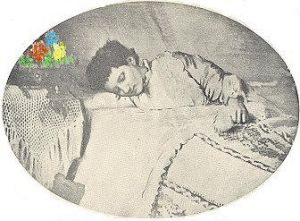
مولي فانشر في "لغز بروكلين"

الفتاة الصائمة، كانت الفتاة الصائمة واحدة من فتيات العصر الفيكتوري الصغار، اللائي قُمن في فترة ما قبل المراهقة، بإدعاء أنهم قادرات على البقاء على قيد الحياة لفترات طويلة بدون طعام. حتى أنهن أصبحن يرفضن الطعام، زعمت الفتيات الصائمات أن لديهن قوى دينية أو سحرية خاصة.
نُسبت القدرة على البقاء دون غذاء لفترة طويلة إلى بعض القديسين خلال العصور الوسطى، بما في ذلك كاترين سيينا و Lidwina of Schiedam، واعتُبرت حينها معجزة وعلامة على القداسة. تم التبليغ عن العديد من حالات الصيام في آواخر القرن التاسع عشر. اعتبر المؤمنون أن ذلك بمثابة معجزة.
يوجد بعض الحالات التي كانت تعاني من ظهور ستيغماتا علي أجسادهن، وقد عزا بعض الأطباء أمثال:«ويليام أ. هاموند» هذه الظاهرة إلى أنها نوع من أنواع الاحتيال والهستيريا،  و يعتقد المؤرخ جوان جاكوبس برمبرغ أن هذه الظاهرة أشبه ب ظاهرة فقدان الشهية العصابي.

## مولي فانشر
ذِيع صيت ماري جيه «مولي فانشر» التي وُلدت 16 أغسطس من عام 1848، وتٌفيت في فبرايرمن عام 1916، والمعروفة باسم «بروكلين إنجما»، بإدعائها عدم تناول الطعام أو تناولها كمية قليلة جدًا منه لفترة طويلة من الزمن. التحقت فيما بعد بمدرسة مرموقة، وأشارت كافة تقارير المدرسة عنها بأنها كانت طالبة متميزة. وفي سن السادسة عشر، تم تشخيص إصابتها ب عسر الهضم، في حوالي سن التاسعة عشر، ظهرت تقارير تُفيد بأنها امتنعت عن تناول الطعام لمدة سبعة أسابيع.
بعد حادثي عام 1864 و 1865، أصبحت مشهورة بقدرتها على الامتناع عن الطعام. ونتيجة لهاتين الحادثتسن، فقدت مولي فانشر بصرها وفقدت أيضاً حاسة اللمس والتذوق والشم. زعمت أن لديها قدرة على التنبؤ بالأحداث وكذلك القراءة على الرُغم من فقدانها حاسة البصر.
وبحلول أواخر سبعينيات القرن التاسع عشر، كانت تدَعي أنها تأكل القليل أو لا شيء على الإطلاق لعدة أشهر. استمرت في ادعائها بالامتناع عن الطعام لمدة أربعة عشر عامًا.وحينها بدأ الأطباء في التساؤل حول قدراتها وكانوا يريدوا إجراء اختبارات لتحديد مدى صدق تلك الادعاءات. ولم يتم التحقق من ادعاءات الامتناع عن ممارسة الجنس، إلى أن توفيت في فبراير من عام 1916.